# Jaakkima

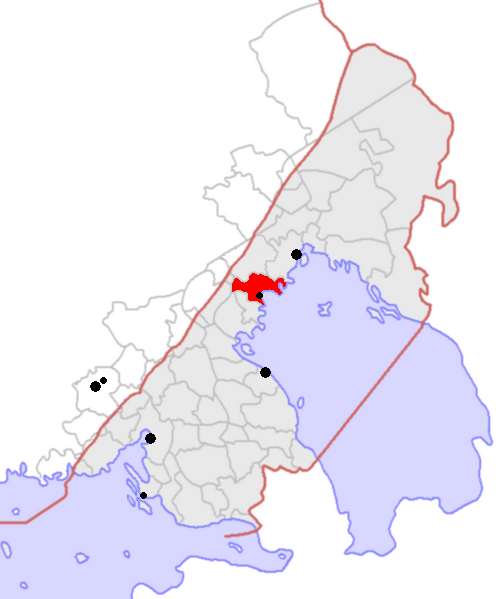
Jaakkima

Jaakkima (en russe : Yakkima ou Яккима, en suédois : Jakimvaara) est une ancienne municipalité finlandaise de Carélie du Ladoga. 
Elle fait maintenant partie du raïon de Lahdenpohja de la République de Carélie en Russie.

## Histoire
Jaakkima est annexée par l'URSS en 1940 selon le Traité de Moscou. 
Au début de 1941, l'Armée du septième régiment de Finlande ( finnois : armeijakunta Suomen VII ) reprend Jaakkima. Après l'Armistice de Moscou de 1944 Jaakkima est à nouveau cédée à l'URSS. Son nom est devenu Yakkima.

## Géographie
En 1939 sa surface était de 501,9 km² et elle abritait 8503 habitants.

### Villages de Jaakkima avant guerre
Harvia, Huhtervu, Ihalanoja, Iijärvi, Kalksalo, Kesvalahti, Kokonniemi, Korteela, Kostamojärvi, Kuhkaa, Kumola, Kurenranta, Lahdenpohja, Meriä, Metsämikli, Miinala, Mikli, Oinaanvaara, Oppola, Paikjärvi, Pajasyrjä, Parkonmäki, Reuskula, Rukola, Sorola, Tervajärvi.

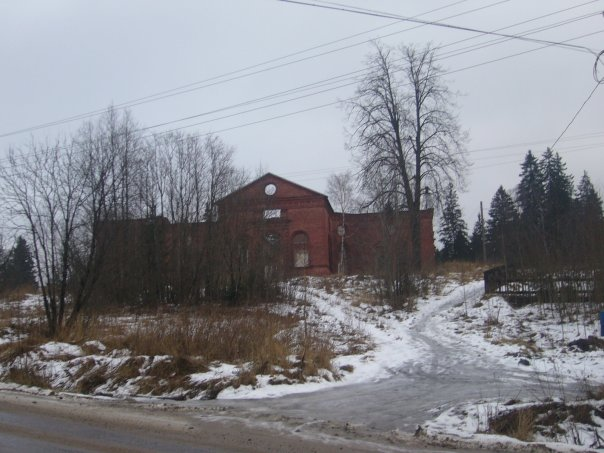
Les ruines de l’église luthèrienne de Jaakkima.